# Chikkahasade, Belur
Chikkahasade là một làng thuộc tehsil Belur, huyện Hassan, bang Karnataka, Ấn Độ.